# Sami Vänskä
Sami Vänskä (n. 26 septembrie, 1976) este fostul basist al formației finlandeze Nightwish.